# Posta (comune)
Posta è un comune italiano di 531 abitanti della provincia di Rieti nel Lazio. Fino al 1927 faceva parte della provincia dell'Aquila, in Abruzzo e, dal 1233 al 1861, per più di 600 anni, è stato parte integrante del giustizierato d'Abruzzo e della provincia Abruzzo Ulteriore Secondo, nel distretto di Cittaducale, con capoluogo L'Aquila.

## Geografia fisica

### Territorio

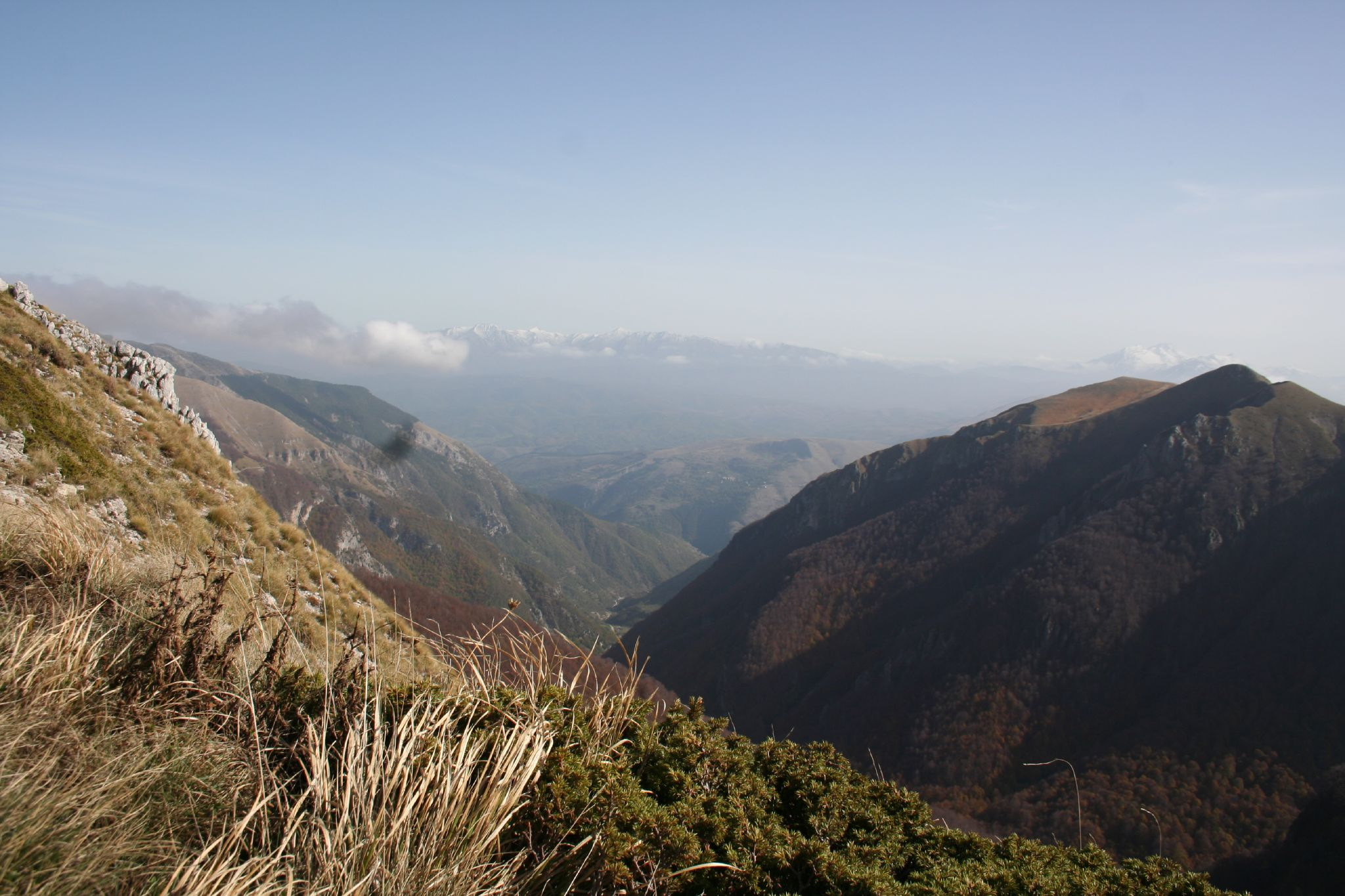
Valle Scura dal Monte Valloni

Il Comune è posto nel reatino, all'estremità nord delle Gole del Velino, lungo il corso del fiume Velino e della Via Salaria nel tratto che collega Antrodoco ad Amatrice, a nord-est del massiccio del Terminillo e ai confini con l'Abruzzo a est. L'ambiente è tipicamente montano e in esso rientrano le seguenti cime montuose, appartenenti al massiccio del Terminillo:
- Monte I Porcini - 1 981,6 m
- Monte il Brecciaro - 1 949,1 m
- Buco del Merlo - 1 876,9 m
- Monte Ritornello - 1 872,5 m
- Monte Iacci - 1 851,4 m
- Monte La Cerasa - 1 552,6 m

Nel suo territorio ricade anche la Valle Scura, una valle montana quasi incontaminata del massiccio del Terminillo.

## Storia

### L'epoca romana
Nel Comune di Posta, ritroviamo importanti testimonianze già dall'epoca romana: il territorio difatti si sviluppa sulla Salaria, un'importante via costruita dai romani che prese il nome dall'uso di trasporto del sale. Una materia prima, allora indispensabile anche per il solo mantenimento degli alimenti. La strada infatti collega i due mari, Tirreno ed Adriatico, passando per Roma ed Ascoli Piceno, divenendo un'infrastruttura fondamentale per il commercio tra questi due importanti centri e tra i capi della penisola. Proprio in questa ottica comprendiamo come sia avvenuto lo sviluppo dei nuclei abitati di questa zona, sede favorevole per lo scambio di merci, trovandosi a metà strada tra i luoghi di maggior potenza ed interesse. La frazione di Bacugno, più precisamente la sua piana, è stata identificata da un'iscrizione, attualmente nella chiesa di Santa Maria, con l'antico centro di Forum Decii, citato da Plinio tra le località sabine. Questo Forum Decii era propriamente una zona di mercato dell'epoca romana dove avvenivano gli scambi commerciali per i quali era predisposta la Salaria.
Con la caduta dell'impero Romano e le continue invasioni da parte dei barbari, è stato ipotizzato il declino di quel centro commerciale con la conseguente necessità di spostarsi verso una zona più riparata. Viene naturale pensare che questa perdita venne compensata dalla nascita del Mercato o Foro di Machilone.

### Il castello di Machilone

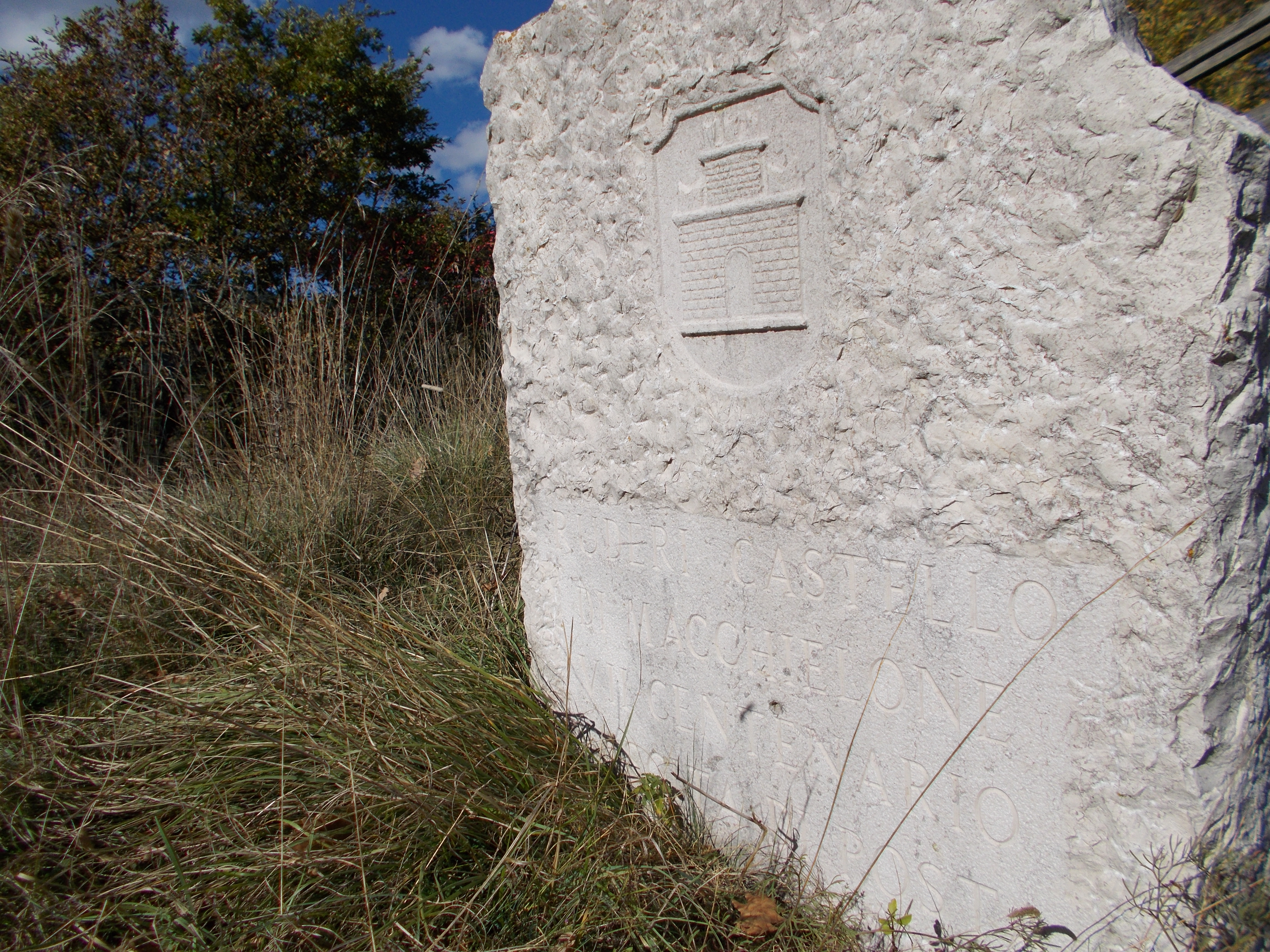
Lapide fissata nel colle dove sorgeva il castello di Machilone, origine del paese di Posta

Machilone altro non era che un castello fortificato, un castrum, localizzato tra i due colli antistanti il moderno centro abitato di Posta, oltre il versante est del fiume Velino. Le due cime di questi colli, sono quelle che “racchiudono” il castello. Probabile che sia stato il castello stesso ad aver dato vita alle cime, osservando il luogo e le descrizioni riportate difatti, non è difficile notare che i rilievi del colle sono tutt’altro che naturali e sicuramente dati da quello che resta della struttura di Machilone, ormai quasi completamente interrata e/o persa. Rimangono visibili alcune porzioni di mura e alcune morfologie nette del terreno, date dalla precedente presenza dei luoghi del castello e della strada che costeggiava le mura dal lato ovest. Non recente è il ritrovamento di una piccola torre che comunque è rimasta per la gran parte interrata.

### La nascita di Posta
Il castello di Machilone, noto fin dalla metà del XII secolo come dipendente dai Collimento, famiglia discesa dai Conti dei Marsi, venne distrutto dagli aquilani nel 1299.
Gli abitanti del castello ottennero l'autorizzazione a fondare un nuovo centro abitato a debita distanza dal precedente insediamento fortificato: fu così che, nello stesso territorio dove sorgeva il castello, venne eretto l'attuale paese di Posta. Tra le ipotesi su come sia nato il nome del comune, infatti, vi è proprio "Lapposita", ossia «al posto di», ad indicare la ricostruzione dell'abitato sul luogo del castello distrutto.

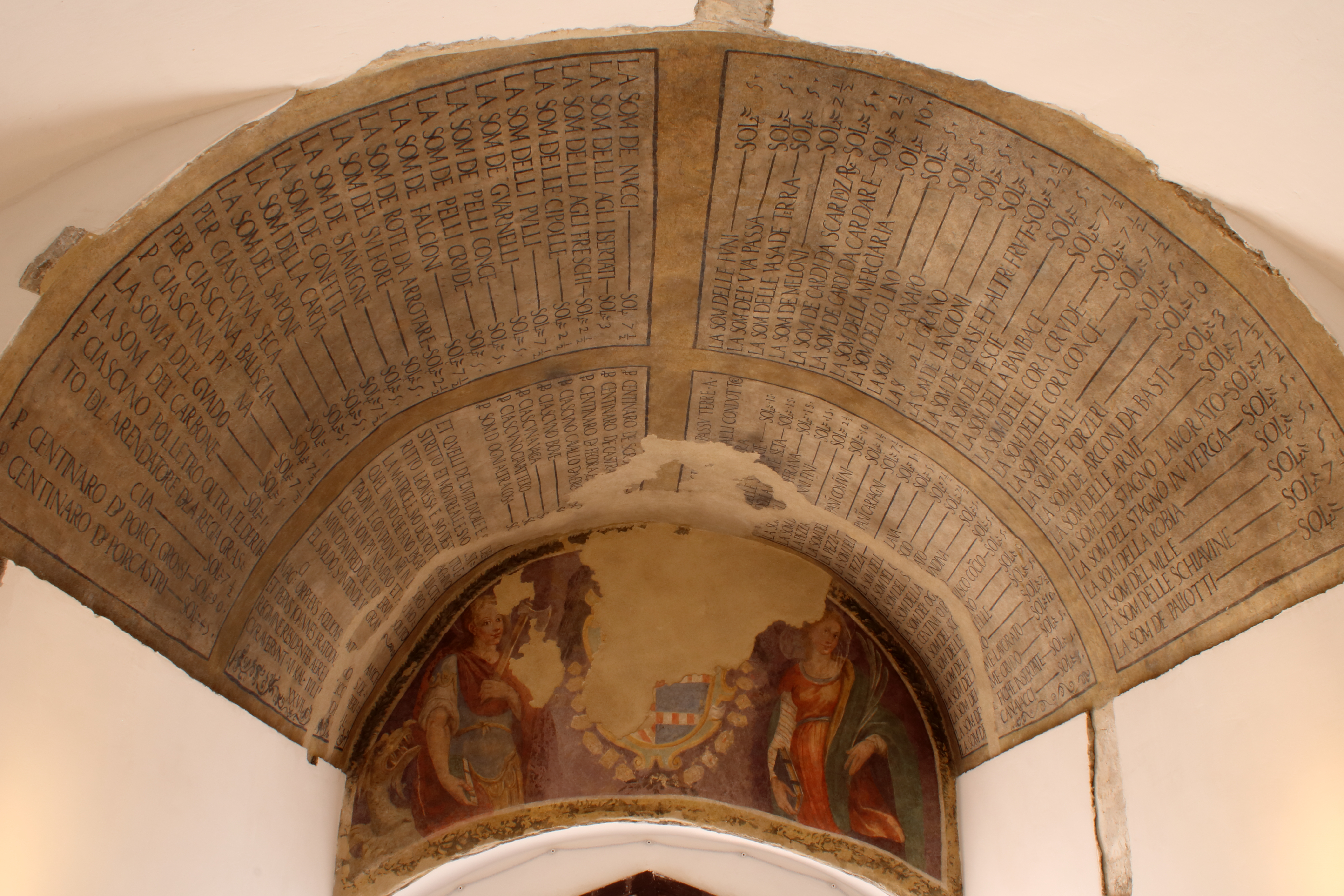
Affresco situato all' ingresso dell' antica città di Posta quando questa era fortificata. Nella porta sottostante veniva riscosso il pedaggio (anche detto "dazio" o "posta") per il mercato che si teneva oltre quello stesso ingresso.

Secondo l'unico riferimento bibliografico scritto sul comune di Posta (Posta Nell'Alta Valle del Velino Archiviato il 25 aprile 2019 in Internet Archive. di Don Giulio Mosca), un'altra ipotesi sull'origine del nome del paese è riconducibile alla funzione che incarnò dopo la distruzione di Forum Decii, quindi quella di mercato dove si riscuoteva il dazio, la posta; come veniva definita la tassa da pagare per poter accedere al mercato che si trovava nel foro del paese. Questa tesi è stata avvalorata dalla presenza di un affresco nell'antico ingresso della città fortificata, raffigurante i prezzi da pagare per l'introduzione delle merci nella piazza situata dietro l'ingresso stesso. (vedere il paragrafo sottostante "Il Palazzo delle Gabella")
Posta entrò a far parte del contado dell'Aquila nel 1302; nel XVI secolo passò ai domini di Margherita d'Austria negli stati mediceo farnesiani. Fu poi inserita nell'Abruzzo Ultra II (all'interno del Regno di Napoli), e dopo l'unità d'Italia confermata nella provincia dell'Aquila in Abruzzo, dove rimase sino al 1927. In tale data Posta venne ceduta alla nuova provincia di Rieti ed entrò a far parte del Lazio.

### L'antico Castrum: gli edifici storici dentro le mura del nuovo abitato

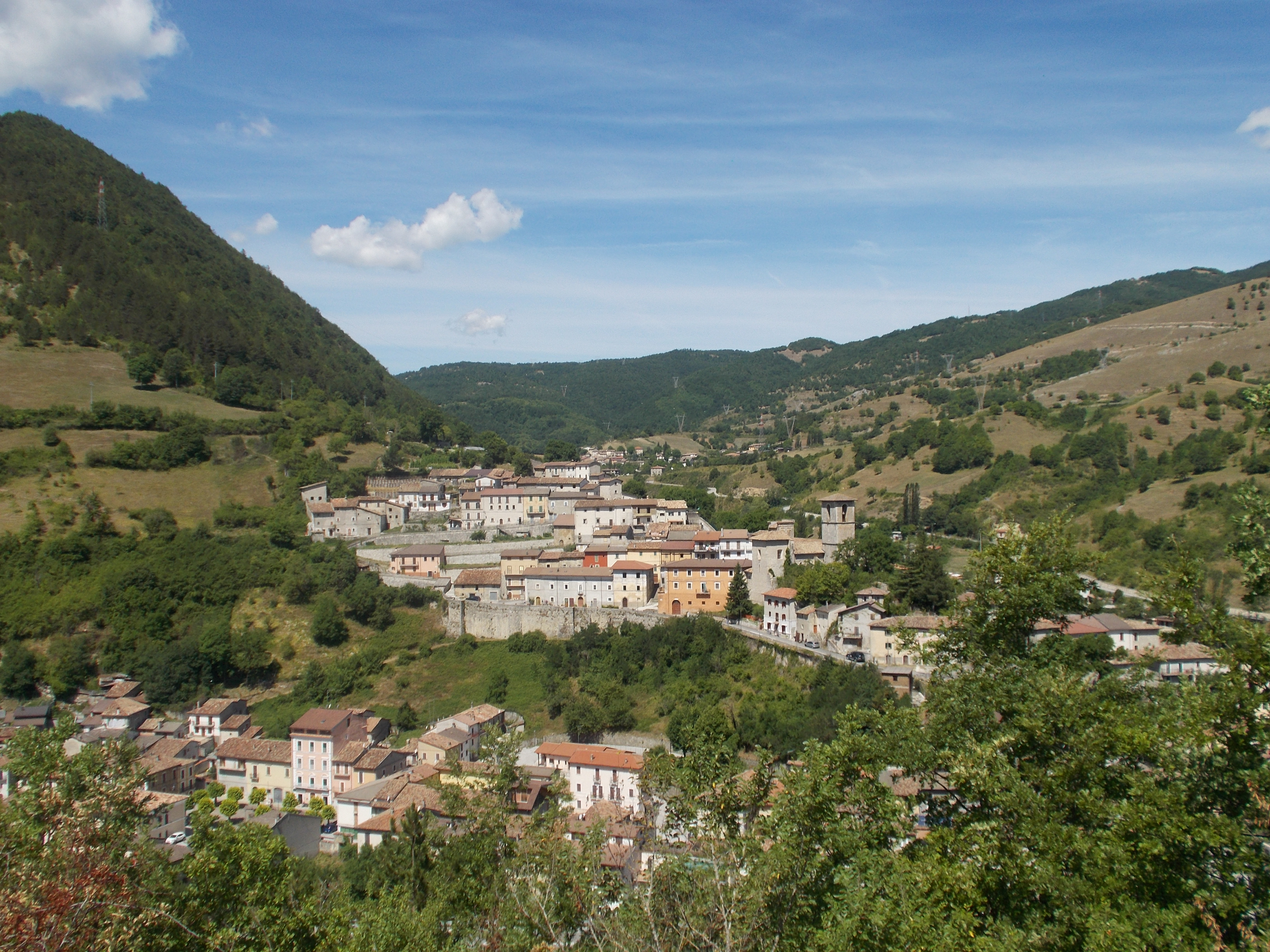
Dietro le antiche fortificazioni ancora visibili della parte alta del paese (La Terra), vediamo subito un edificio color arancio che corrisponde al palazzo della Gabella, antica residenza signorile di Margherita D'Austria. Immediatamente a destra la chiesa di San Francesco (o S. Matteo) riconoscibile grazie al campanile. Dietro a quest'ultimo vi è il convento di San Francesco non visibile dalla foto. (foto scattata da Colle Machilone, dove sorgeva il castello)

La parte più antica del paese, costruita dalla parte opposta rispetto al Castello di Machilone e dentro le mura, era caratterizzata da tre edifici "cardine" per l'assetto sociale, tuttora esistenti e visitabili. 
Dall’alto verso il basso: il convento di San Francesco, la chiesa con il campanile ed infine il palazzo che in epoca moderna fu adibito a caserma dei Carabinieri. Le tre parti nascono in momenti storici differenti e non sempre perfettamente definiti.

#### La chiesa di San Francesco (San Matteo)
L’edificazione è ricondotta alla prima metà del 1200, tra il 1210 ed il 1225. La lapide che si trova alla destra del coro della chiesa riporta la dicitura: “...la chiesa fu costruita in onore di Dio e dedicata al S. Apostolo di Cristo Matteo per volontà del Serafico Patriarca Francesco”. Da questo comprendiamo come, all’epoca della costruzione, questa fosse un oratorio dedicato a San Matteo e non al Santo di Assisi come è comune definirla oggi. È naturale pensare che, con il passare degli anni, la gente abbia desiderato chiamarla impropriamente “di San Francesco” per tramandare la consapevolezza che la sua edificazione sia probabilmente avvenuta per volere del Santo.
L’antico oratorio si trovava addossato alla struttura del convento, in fondo a sinistra osservando l’edificio dinanzi al portone d’ingresso principale, ed era sicuramente molto più piccolo rispetto alle dimensioni attuali della chiesa. Avendo subito numerosi ampliamenti, specialmente dal XVI al XVIII secolo, ne è stata mutata la forma originale. A questo periodo risale anche la fusione e la collocazione della campana più grande che riporta sul corpo la data 1349. Sempre del 1300 è l’opera più preziosa che sia stata rinvenuta all’interno di San Francesco, la croce processionale lignea che ora è collocata nel Museo Civico di Rieti, lì dislocata poco dopo il suo ritrovamento, non potendo essere custodita in quello stesso luogo in rovina.

#### Il Convento

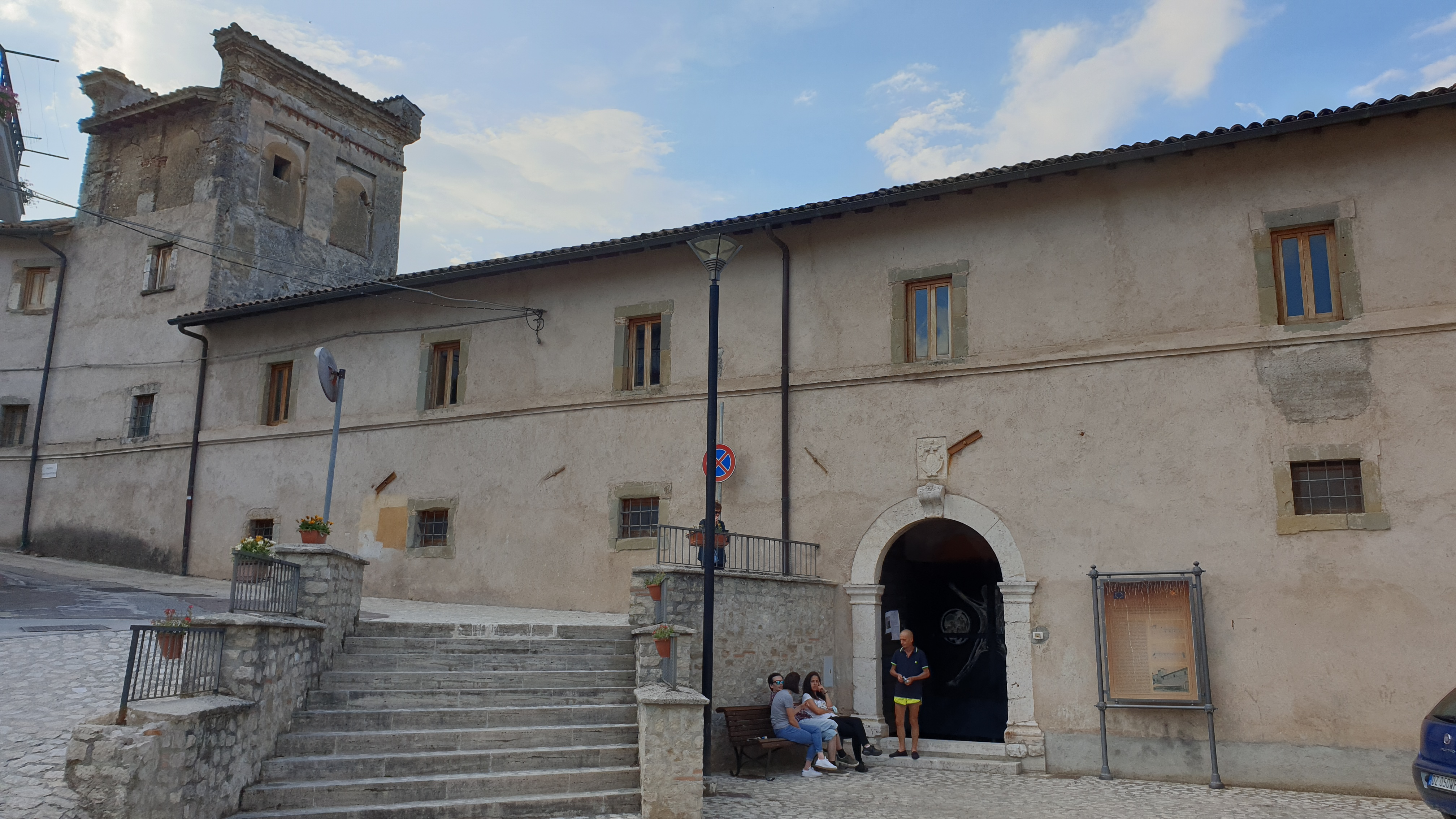
Convento di San Francesco

Il vero e proprio convento è probabilmente sorto in epoca più moderna rispetto alla struttura che alla nascita, ne incarnava la funzione e che non poteva essere definita propriamente come un convento. Infatti, nello stesso posto dove attualmente troviamo questo edificio, all’epoca in cui era ancora attivo il Castello di Machilone (1200), vi si trovava già il Mercato (del castello). Risulta logico, credere che vi fosse anche un luogo che fungesse da riparo e ricovero, non solo per i frati e gli uomini di chiesa, così che la piazza del mercato potesse offrire sia un luogo per la preghiera che per il riparo. Non vi è quindi una data esatta per quanto riguarda l’edificazione del convento anche se era sicuramente già presente ai primi tempi del francescanesimo e apparteneva alla custodia del Regno di Napoli di cui faceva parte insieme a Machilone. Il convento rimase sempre abitato e ristrutturato dopo eventi di devastazione quali il terremoto del 1294 e quello del 1703. I frati furono costretti ad abbandonarlo solo dopo il 1811 a causa delle leggi napoleoniche.

#### Il Palazzo della Gabella

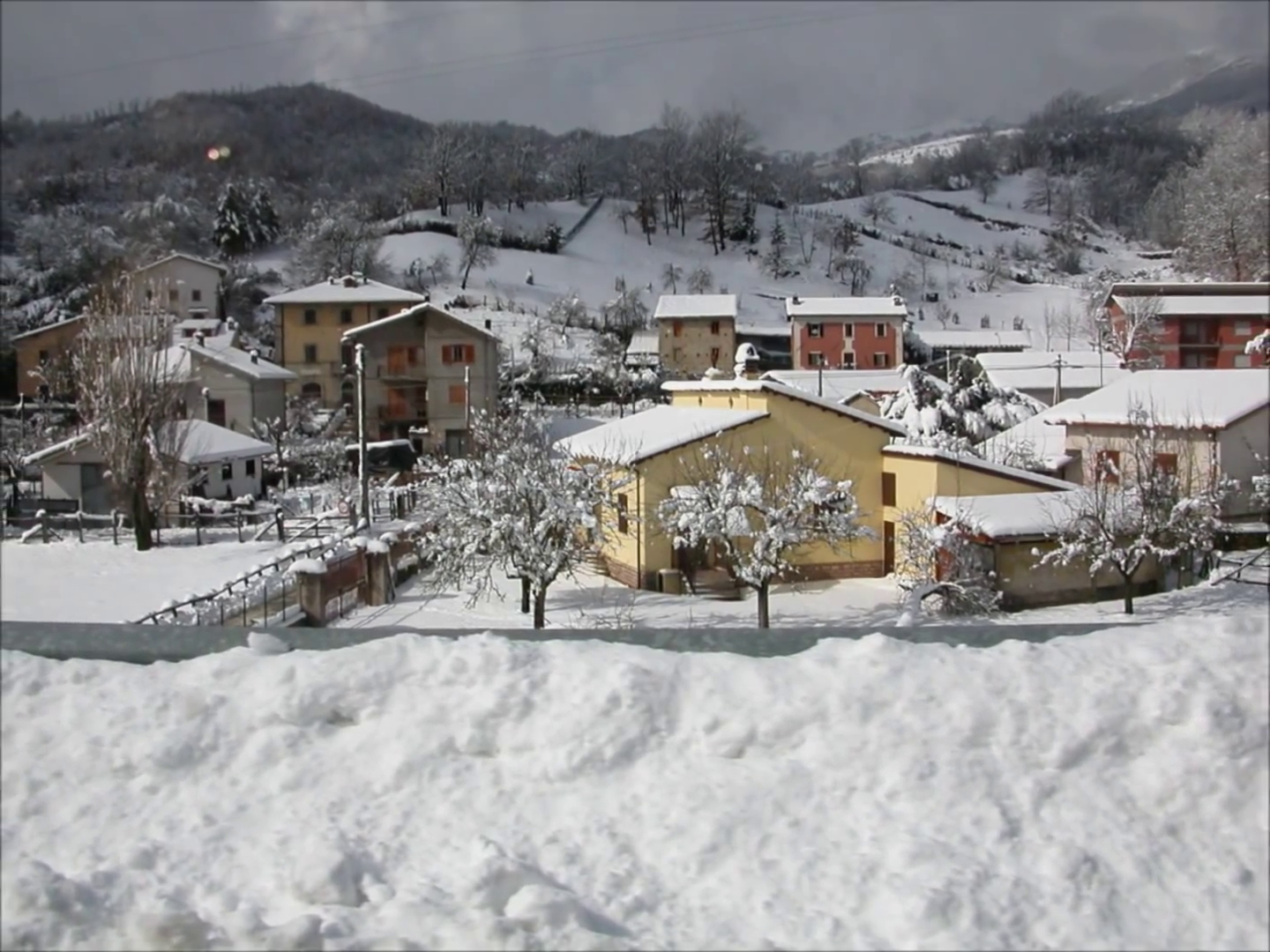
Posta innevata

Questo edificio probabilmente trova motivo di nascere conseguentemente alla distruzione del castello di Machilone e degli altri centri abitati limitrofi, in seguito ai terremoti e gli assedi che si verificarono alla fine del 1200. Le genti che vi vivevano dapprima si dispersero, per poi riunirsi nel luogo volgarmente detto l’Apposta che si trovava sul colle antistante quello dove sorgeva il castello. Non ci volle molto perché il nuovo nucleo abitato sentisse l’esigenza di difendersi dalle aggressioni. Si attesta così, intorno alla metà del 1300, la costruzione delle mura che circondavano la terra di Posta con due porte di ingresso: una di Favischio sopra il fiume Tascino e quella della gabella, verso la Salaria. Così, vedendo le vecchie immagini del palazzo della gabella, si capisce come questo componga la porta di ingresso della nuova fortificazione e possiamo ipotizzare intorno a quel periodo l’edificazione dello stesso, unitamente alla cinta muraria. La struttura ricevette inoltre funzione e titolo nobiliare nel penultimo giorno di agosto del 1572 quando Margherita D’Austria, figlia di Carlo V, imperatore di Spagna e Re di Napoli, firmò la presa in possesso del Feudo di Posta all’interno di questo stesso “Palazzo della Serenissima Madama Margherita D’Austria sito a confine dei beni di S. Francesco...”. Il palazzo del dazio divenne la residenza signorile della Madama a Posta.

## Società

### Evoluzione demografica
Abitanti censiti

## Infrastrutture e trasporti

### Strade

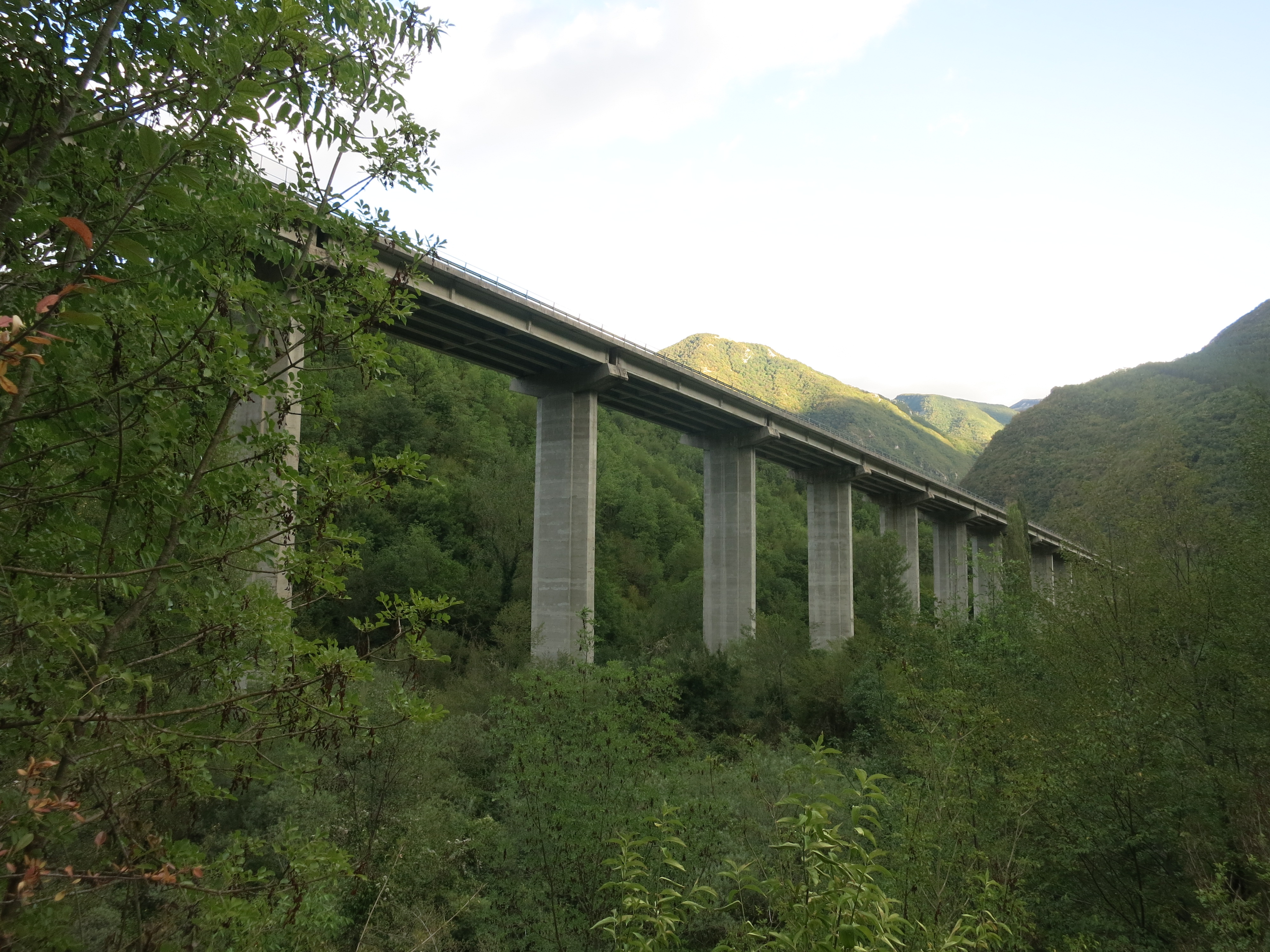
Strada statale 4 Via Salaria nel tratto delle Gole del Velino

Posta si trova lungo la strada statale 4, l'antica Via Salaria, che la collega da un lato a Rieti e Roma sul Tirreno, e dall'altro ad Ascoli Piceno e San Benedetto del Tronto sull'Adriatico. Si tratta di una strada ad una carreggiata, che in direzione Ascoli ha caratteristiche di strada a scorrimento veloce; invece i lavori di adeguamento non sono stati ancora eseguiti nel tratto da Posta a Rieti, e sono attualmente in corso nel tratto Posta-Micigliano.
A Posta la Salaria si incrocia con la strada statale 471 di Leonessa, che collega la città da un lato a Leonessa (RI) e dall'altro a Borbona (RI) e Montereale (AQ).

### Ferrovie
Posta non è servita da alcuna linea ferroviaria. Il paese avrebbe dovuto essere collegata dalla ferrovia Salaria (Roma-Rieti-Ascoli Piceno-San Benedetto del Tronto), che fu più volte progettata ma mai realizzata.

## Amministrazione
Nel 1927, a seguito del riordino delle circoscrizioni provinciali stabilito dal regio decreto n. 1 del 2 gennaio 1927, per volontà del governo fascista, quando venne istituita la provincia di Rieti, Posta passò dalla provincia dell'Aquila a quella di Rieti.
| Periodo | Periodo   | Primo Cittadino         | Partito                      | Carica  | Note       |
| ------- | --------- | ----------------------- | ---------------------------- | ------- | ---------- |
| 1995    | 1999      | Carlo Alberto Vincifori | lista civica                 | Sindaco |            |
| 1999    | 2004      | Giovanni Angelini       | lista civica                 | Sindaco |            |
| 2004    | 2009      | Giovanni Angelini       | lista civica                 | Sindaco | 2º mandato |
| 2009    | 2014      | Luigi Cesaretti         | lista civica                 | Sindaco |            |
| 2014    | 2019      | Serenella Clarice       | lista civica Cambiare si può | Sindaco |            |
| 2019    | in carica | Achille Pacifici        | lista civica Andare avanti   | Sindaco |            |

### Altre informazioni amministrative
- Fa parte della Comunità Montana "Velino".

### Curiosità
Claudio Baglioni, cantautore, musicista e conduttore televisivo italiano, trascorre l'infanzia nel Comune di Posta, dove il padre, Riccardo Baglioni, maresciallo dei Carabinieri, temporaneamente prestava servizio in caserma.